# Nicolás Sessa
Nicolás Sessa (* 23. März 1996 in Stuttgart) ist ein deutsch-argentinischer Fußballspieler.

## Familie
Sessas Familie stammt aus Argentinien. Er besitzt sowohl die deutsche als auch die argentinische Staatsangehörigkeit und ist der Bruder des Fußballprofis Kevin Sessa.

## Karriere
Sessa spielte in der Jugend zuerst für den SV Fellbach, den FSV Waiblingen, den 1. FC Normannia Gmünd und den SSV Reutlingen 05. In der B-Jugend ging er dann zunächst zum SGV Freiberg und zum Beginn des Jahres 2013 zur TSG Hoffenheim, für die er ab 2015 mit der zweiten Mannschaft in der Regionalliga Südwest antrat. Im Januar 2017 unterschrieb Sessa bei der zweiten Mannschaft des VfB Stuttgart einen Vertrag. Unter dem Cheftrainer Hannes Wolf trainierte Sessa in der Saison 2017/18 mehrfach mit der Bundesligamannschaft des VfB und saß in den Hinrunden-Spielen gegen Hertha BSC, Borussia Mönchengladbach und den FC Bayern München jeweils auf der Bank, ohne zu Einsätzen zu kommen.
Am 7. August 2018 wechselte Sessa zum VfR Aalen. Zuvor sicherte der VfB Stuttgart sich eine Rückkaufoption, die noch bis zum Ende der Saison 2019/20 Gültigkeit besaß. Am 25. August 2018 kam Sessa in der 3. Liga gegen den TSV 1860 München zu seinem Profidebüt. Nach dem Abstieg des VfR im Sommer 2019 wurde der Vertrag des Mittelfeldspielers, der mit einer Auf- und Abstiegsklausel versehen war, automatisch aufgelöst.
In der Saison 2019/20 war der Mittelfeldspieler beim Zweitligisten FC Erzgebirge Aue unter Vertrag und kam zu zwei Ligaeinsätzen, bevor Sessa im Sommer 2020 zum 1. FC Kaiserslautern wechselte.
Im August 2022 wechselte Sessa zum SC Verl.
Im Sommer 2024 kehrte er zur zweiten Mannschaft des VfB Stuttgart zurück, nachdem diese in die 3. Liga aufgestiegen war.